# 施納肯魏爾湖
49°08′55″N 10°46′06″E / 49.14859°N 10.76847°E
施納肯魏爾湖（德語：Schnackenweiher），是德國的湖泊，位於該國東南部，由巴伐利亞州負責管轄，處於貢岑豪森，面積0.04平方公里，海拔高度422米，湖岸線長度1.3公里。